# Karl Manfred Rennertz

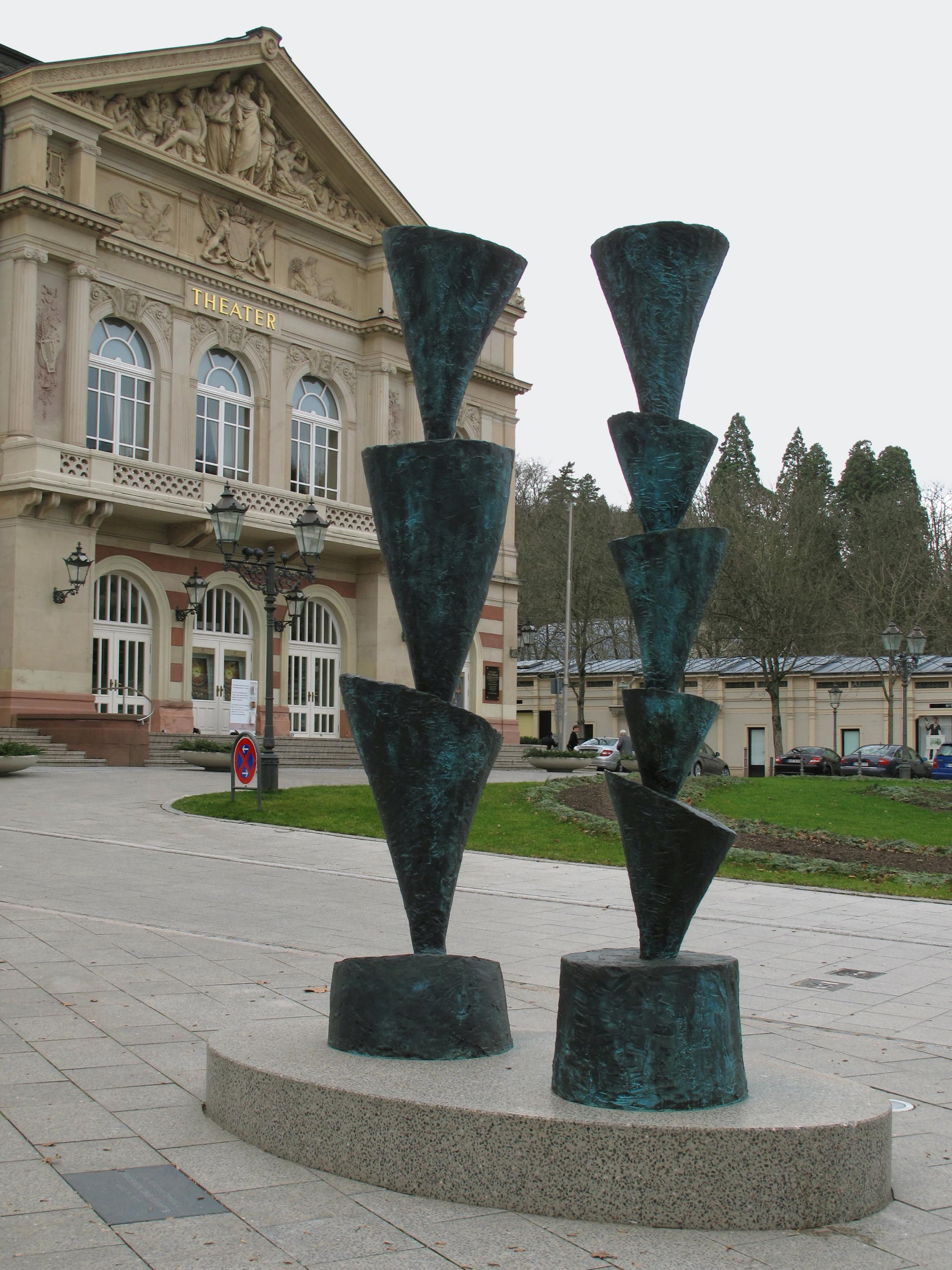
Philemon und Baucis, 2011, Baden-Baden

Karl Manfred Rennertz (* 25. Januar 1952 in Eschweiler, Rheinland) ist ein deutscher Bildhauer und Hochschullehrer. Er lebt in Baden-Baden.

## Leben
Karl Manfred Rennertz stammt aus einer rheinischen Töpferfamilie. Nach dem Abitur studierte er an der RWTH Aachen zunächst ein Semester Architektur, bevor er 1972 an der Düsseldorfer Kunstakademie das Studium der Bildhauerei bei Alfonso Hüppi aufnahm, das er 1976 mit dem Meisterschüler und dem Staatsexamen für Kunsterziehung an Gymnasien abschloss. Seither arbeitet er als freischaffender Künstler. Es folgten zahlreiche längere und kürzere Arbeitsaufenthalte u. a. in Basel, New York, Neu-Delhi, Luxor, Zürich, Berlin (Künstlerhaus Bethanien), Rom (Villa Massimo). 1995 erhielt er eine Gastprofessur an der Kunstakademie Bremen. Seit 1996 ist er 1. Vorsitzender der Gesellschaft der Freunde junger Kunst Baden-Baden. 1999–2000 war er Gastdozent im Fach Bildhauerei an der Fachhochschule Pforzheim, in den Jahren von 2004 bis 2019 war er Professor für Plastisches Gestalten an der Technische Hochschule Ostwestfalen-Lippe in Detmold. 2005 gründete er die Sommerakademie am Florentinerberg in Baden-Baden.
Rennertz ist Mitglied im Deutschen Künstlerbund.

## Künstlerisches Schaffen
Holz ist der wichtigste Werkstoff von Karl Manfred Rennertz, die Kettensäge das hauptsächliche Werkzeug, und das schon seit seiner Studienzeit in den 1970er Jahren. Dazugekommen sind weitere Materialien wie Beton, Bronze, Keramik, Gips und im Rahmen seiner Ausstellungsreihe in den LWL-Industrie-Museen in NRW auch Glas, Textilien und Schieferton. Daneben entstand ein umfangreiches zeichnerisches und malerisches Werk. Dieses Werk ist in vielen Ausstellungen und Museen vertreten. Hier wären zu nennen, Kunsthalle Bremen, Museum Wolfsburg, Museum Marl, Wilhelm-Lehmbruck-Museum Duisburg, Kunstmuseum Düsseldorf, Leopold-Hoesch-Museum Düren, Kunsthalle Mannheim, Kunstmuseum Heilbronn, Staatsgalerie Stuttgart, Städtische Galerie Stuttgart, Museum Ulm, Städtische Galerie Karlsruhe, Museum Schwäbisch Hall, LWL Museum Dortmund, Glasmuseum Gernheim, Textilmuseum Bocholt und das Märkische Museum Witten.
Auch im Ausland ist Rennertz vertreten, so z. B. im Museum Straßburg, FRAC Elsass, Museum Centre Georges Pompidou Paris, Museum Nimes, Japan Foundation Tokio, Foreign Art Museum Riga, MKC National Museum of Art Kaunas, Sammlung der Deutschsprachigen Gemeinschaft Eupen sowie in der Sammlung der Europäischen Kommission Beralaymont Brüssel.

## Einzelausstellungen (Auswahl)
- 1978 Galerie „Der Kunstraum“, Duisburg
- 1979  Kurfürstliches Gärtnerhäuschen, Bonn
- 1980  Leopold-Hoesch-Museum, Düren
- 1981  Galerie Rainer Wehr, Stuttgart
- 1982 Städtische Galerie, Nordhorn;  Württembergischer Kunstverein, Stuttgart
- 1983 Galerie Alfred Schmela, Düsseldorf; Galerie Suzanne Fischer, Baden-Baden; Skulpturenmuseum Glaskasten, Marl; Städtische Sammlung Duisburg-Rheinhausen
- 1984 Museum Haus Löwenberg, Gengenbach
- 1985 Galerie Heinz Holtmann, Köln;  Galerie R. Thomas, München
- 1986 VI. Triennale India, New Delhi; Kunstmuseum Düsseldorf; Galleria Juana de Aizpuru, Madrid-Sevilla-Granada;  Kestner-Gesellschaft, Hannover
- 1987 Mannheimer Kunstverein
- 1988 Art Forum A11, München
- 1989 Galerie E. Schneider, Freiburg; Kunstverein Haus Salmegg, Rheinfelden
- 1990 Galerie der Stadt Stuttgart; Gesellschaft der Freunde junger Kunst, Baden-Baden; Dominikanerkirche, Kunsthistorisches Museum, Osnabrück
- 1991 Berowergut, CH-Riehen
- 1992 Ludwig Forum für internationale Kunst, Aachen; Kulturwerk Mecklenburg-Vorpommern, Torgelow
- 1993 Städtische Galerie im Marstall, Rastatt; Kunstverein Konstanz
- 1994  Galerie Fahlbusch, Mannheim;  Museum Hamm
- 1995 Hällisch Fränkisches Museum, Schwäbisch Hall
- 1996 Galerie Werner Bommer, Zürich;  Sassen Galerie, Verviers, Belgien
- 1997 Galerie Rotloff, Karlsruhe
- 1998 Kunsthaus Richterswil, Schweiz
- 1999 Galerie Barbara von Stechow, Frankfurt; Herzzentrum Bad Krozingen
- 2000 Freundeskreis Wilhelmshöhe, Ettlingen; Galleria Turchi, Montalcino, Italien; Galerie Wenk, Essen
- 2001 Kunstverein Offenburg
- 2002 Forum d’Art Franco-Allemand, Vaudremont, Frankreich
- 2003  Museum Schwäbisch Gmünd; MKC National Museum of Art, Kaunas, Litauen; Foreign Art Museum, Riga, Lettland
- 2004 Leopold-Hoesch-Museum, Düren; Kunstverein Heidelberg; Hospitalhof Stuttgart; Märkisches Museum Witten
- 2005 Peenemünde Museum; Konstnärernas gallerie, Algarden, Schweden; Universität Witten/Herdecke
- 2006 NÖ-Art Allentsteig, Niederösterreich; Chateau de Gigondas, Südfrankreich
- 2007 Galerie Chobot, Wien; Neues Schloss Meersburg; Museum Osnabrück; Atelier.Industrie: Zeche Zollverein, Dortmund
- 2008 Beaugrand Kulturkonzepte Bielefeld; Atelier.Industrie: Textilmuseum Bocholt; Atelier.Industrie: Schiffshebewerk Henrichenburg; Le Camp d’Art, Oberroedern, Elsass
- 2009 Kunstverein Offenburg-Mittelbaden; LWL-Industriemuseum Zeche Nachtigall, Witten
- 2010 LWL-Industriemuseum Zeche Hannover, Bochum
- 2011 Kunstverein Oberhausen
- 2012 Sammlung Hurrle, Durbach; Galerie Ruppert, Landau; Kunstverein Werfen, Österreich
- 2013 Industrie Museum Henrichshütte Hattingen, Galerie Chobot Wien
- 2014 Cultuurcentrum Hasselt, Belgien; La Serpara Skulpturenpark, Italien
- 2023 „50 Jahre - Skulptur und Farbe“, Töpfereimuseum Langerwehe, mit Verleihung des Kunstpreises des Kreises Düren 2023 für sein Lebenswerk (21. Mai bis 20. August 2023)

## Auszeichnungen
- 1977 Bernhard-Hoetger-Preis
- 1977 1. Preis des Lions Clubs Düsseldorf zur Förderung junger Kunst
- 1981 1. Preis Forum Junger Kunst, Württembergischer Kunstverein, Stuttgart
- 1982 Kunstpreis der Stadt Nordhorn
- 1989 Stipendiat der Villa Massimo
- 1989 Preis Künstler in Baden-Baden der Gesellschaft der Freunde junger Kunst Baden-Baden